# Mecklenburg’s Ruhe
Der Park Mecklenburg’s Ruhe ist eine Grünanlage in Pasewalk, einer Stadt im Landkreis Vorpommern-Greifswald in Mecklenburg-Vorpommern.

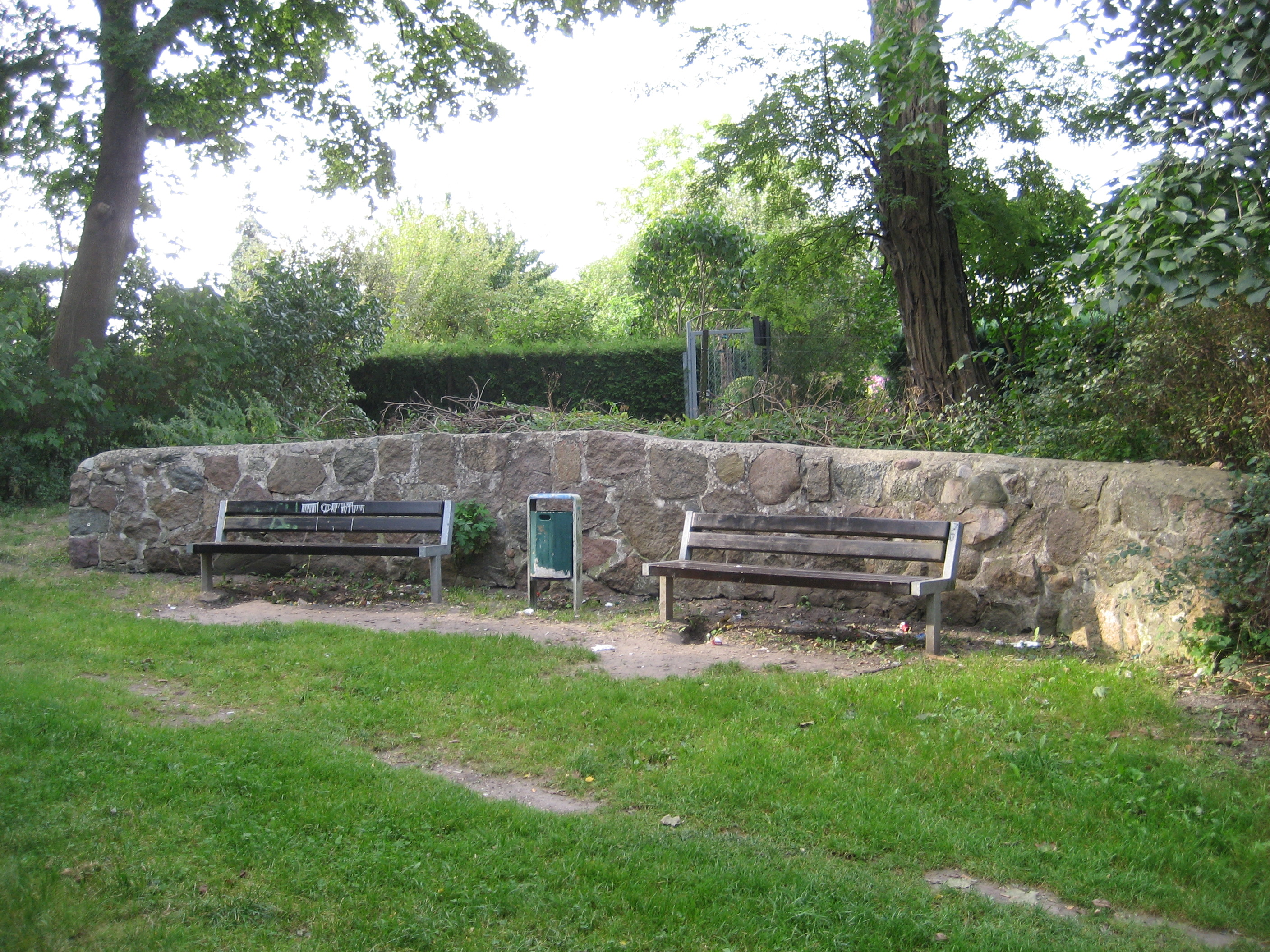
Parkbänke in Mecklenburg’s Ruhe.

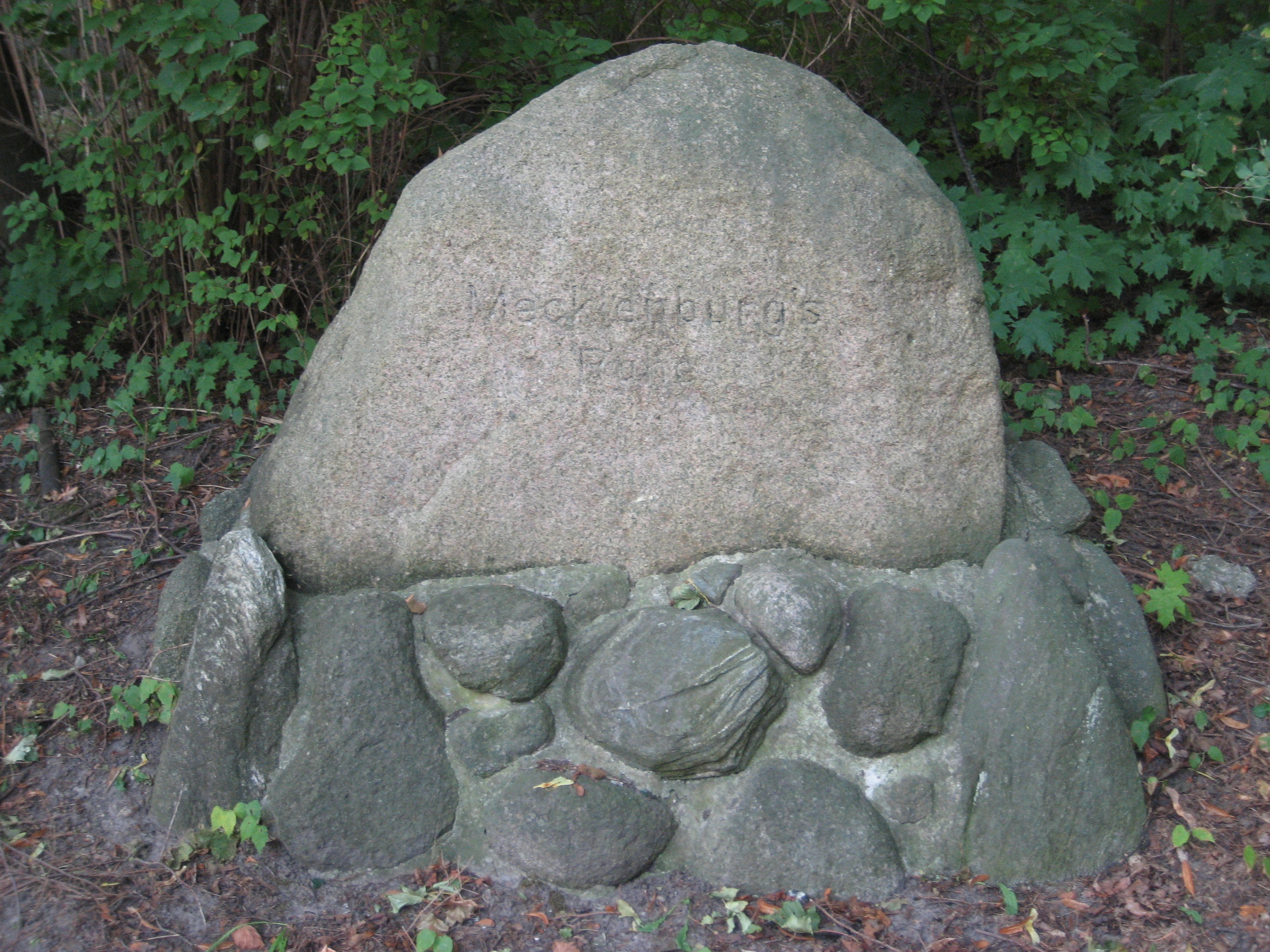
Der Mecklenburg-Stein.

Der Park entstand auf Initiative des Offiziers Friedrich Ludwig Mecklenburg (* 1821, ab 1871 von Mecklenburg; † 1884) zwischen 1865 und 1867 an der Stettiner Chaussee, die heute zur Bundesstraße 104 gehört, zwischen Schützenstraße und Neuem Friedhof. Die Grünanlage war die erste der Stadt und wurde in Form einer Promenade angelegt. Friedrich Ludwig von Mecklenburg war sehr naturverbunden und beschäftigte sich u. a. mit Gartenbau und Landschaftsgestaltung. Während seiner Dienstzeit bei den „Königin-Kürassieren“ im Kürassier-Regiment „Königin“ (Pommersches) Nr. 2 in Pasewalk von 1844 bis 1856 und 1860 bis 1869 machte er sich sehr verdient um die Grüngestaltung der Stadt. So geht auf ihn beispielsweise auch die Bepflanzung des Pasewalker Marktplatzes mit einer Doppelreihe Linden zurück, genauso wie die Pflanzung von Lindenbaumalleen entlang der aus der Stadt führenden Chausseen.
Die Stadt Pasewalk ließ 1934 in Erinnerung an Friedrich Ludwig von Mecklenburg und sein Wirken in der Stadt, am östlichen Ende des Parks, zum Neuen Friedhof hin, mit dem „Mecklenburg-Stein“ einen Feldstein als Denkmal errichten, mit der Inschrift: „Mecklenburg’s Ruhe“. Heute ist die gesamte Grünanlage in einem nur mittelmäßig gepflegten Zustand.